# أثاناسيوس بيتسوس
أثاناسيوس بيتسوس (باليونانية: Θάνος Πέτσος) هو لاعب كرة قدم يوناني في مركز الوسط المدافع ولد في يوم 5 يونيو 1991 في مدينة دوسلدورف في ألمانيا، يلعب حالياً مع نادي فولهام كمعار من نادي فيردر بريمن وسبق له اللعب مع نادي رابيد فيينا ونادي غرويتر فورت ونادي كايزرسلاوترن وبايرن ليفركوزن، في سنة 2011 بدأ باللعب مع منتخب اليونان لكرة القدم ويبلغ طوله 184 سم.

## روابط خارجية
- أثاناسيوس بيتسوس على موقع الاتحاد الأوربي (الإنجليزية)
- أثاناسيوس بيتسوس على موقع إي إس بي إن إف سي (الإنجليزية)
- أثاناسيوس بيتسوس على موقع قاعدة بيانات كرة القدم.إي يو (الإنجليزية)
- أثاناسيوس بيتسوس على موقع بيانات كرة القدم. دي إي (الألمانية)
- أثاناسيوس بيتسوس على موقع ناشيونال فوتبول تيمز (الإنجليزية)
- أثاناسيوس بيتسوس على موقع Soccerbase.com (لاعب) (الإنجليزية)
- أثاناسيوس بيتسوس على موقع Soccerway.com (الإنجليزية)
- أثاناسيوس بيتسوس على موقع عالم كرة القدم.نت (الإنجليزية)
- أثاناسيوس بيتسوس على موقع AS.com (الإسبانية)